# Râul Valea Caldă Mare
Valea Caldă Mare (în maghiară Nagymelegvölgy) este un afluent de stânga al râului Valea Racilor. 

## Descriere
Izvorăște la cca 2 km sud de localitatea Boju, primește 2 afluenți mai importanți: Cheița (pe dreapta) și Pârâul Fâneața Vacilor (pe stânga) și are o lungime totală de cca 10 km. Confluează cu Valea Racilor în zona străzii Gh. Marinescu din Turda. Pe teritoriul orașului are o lungime de cca 2 km, fiind traversată de 5 punți și poduri.

Între anii 1982-88 de-a lungul cursului acestei ape curgătoare s-au amenajat 4 lacuri de acumulare, având ca rol principal atenuarea undelor de viitură în bazinul controlat de această vale (Tăul Ceanului, Beclean, Fâneața Vacilor I și Fâneața Vacilor II). În anul 2013 lacul Fâneața Vacilor II (numit de localnici “Lacul Căprioarelor”) a fost amenajat pentru pescuit (populat cu crap de consum cu greutăți individuale cuprinse între 1,5 și 4,5 kg).

În trecutul apropiat au existat lângă Valea Caldă Mare numeroase iazuri îndiguite (având forma unor bazine dreptunghiulare), folosite ca crescătorii de pești (în prezent neutilizate). Cel mai nordic iaz, situat imediat la sud de lacul Fâneața Vacilor II (lângă locul numit "Râtul Vițeilor"), poartă numele de "Lacul Priza".

## Istoric
Harta Iosefină din 1769-1773 (sectio 110) arată că în acea perioadă pe teritoriul orașului Turda, de-a lungul acestei văi, exista o moară de apă. Peste Valea Racilor și Valea Caldă Mare existau  13 punți și poduri (unele din ele nu mai există).

## Galerie de imagini

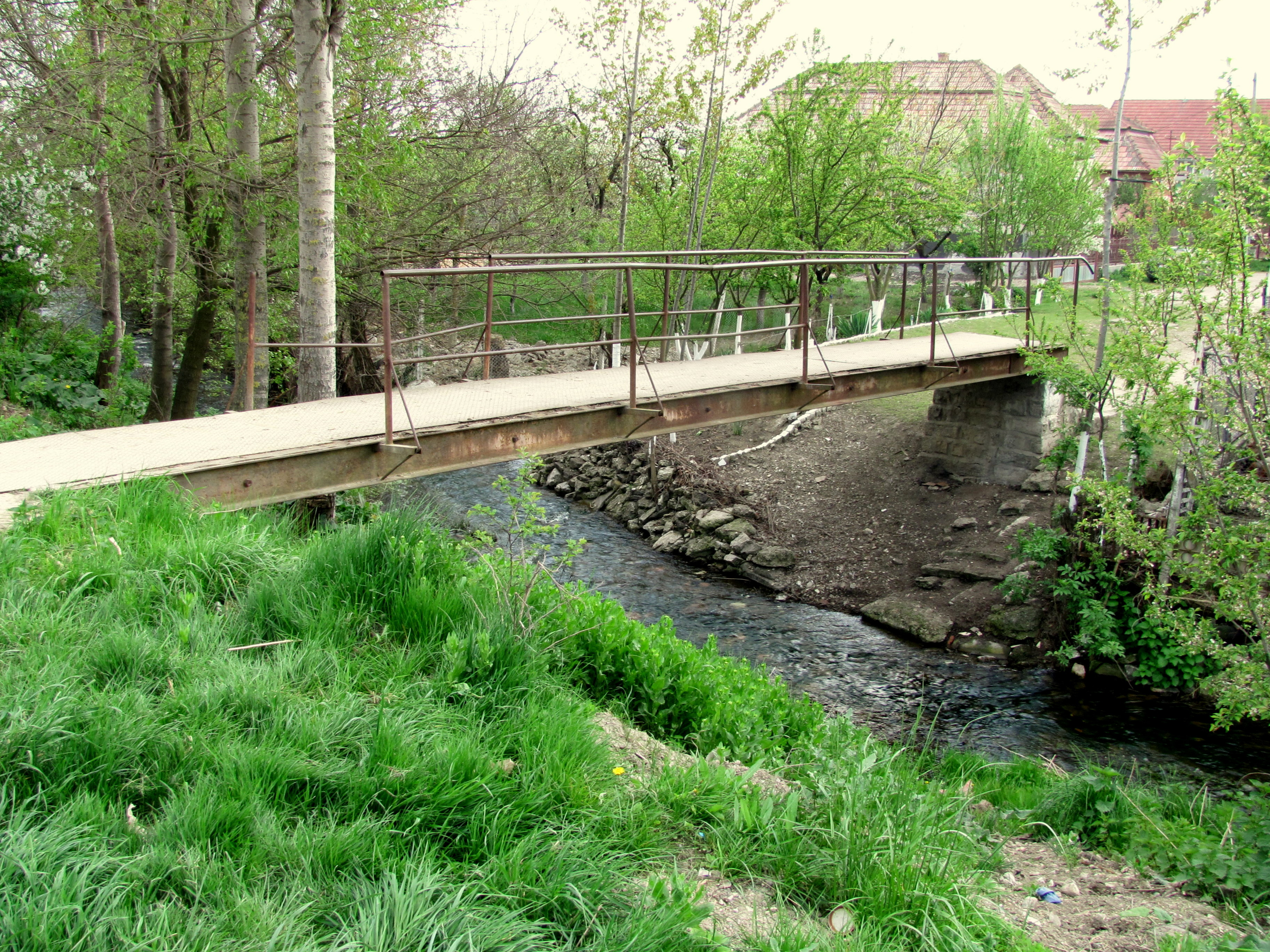
Punte peste Valea Caldă Mare în zona străzii V.Lupu
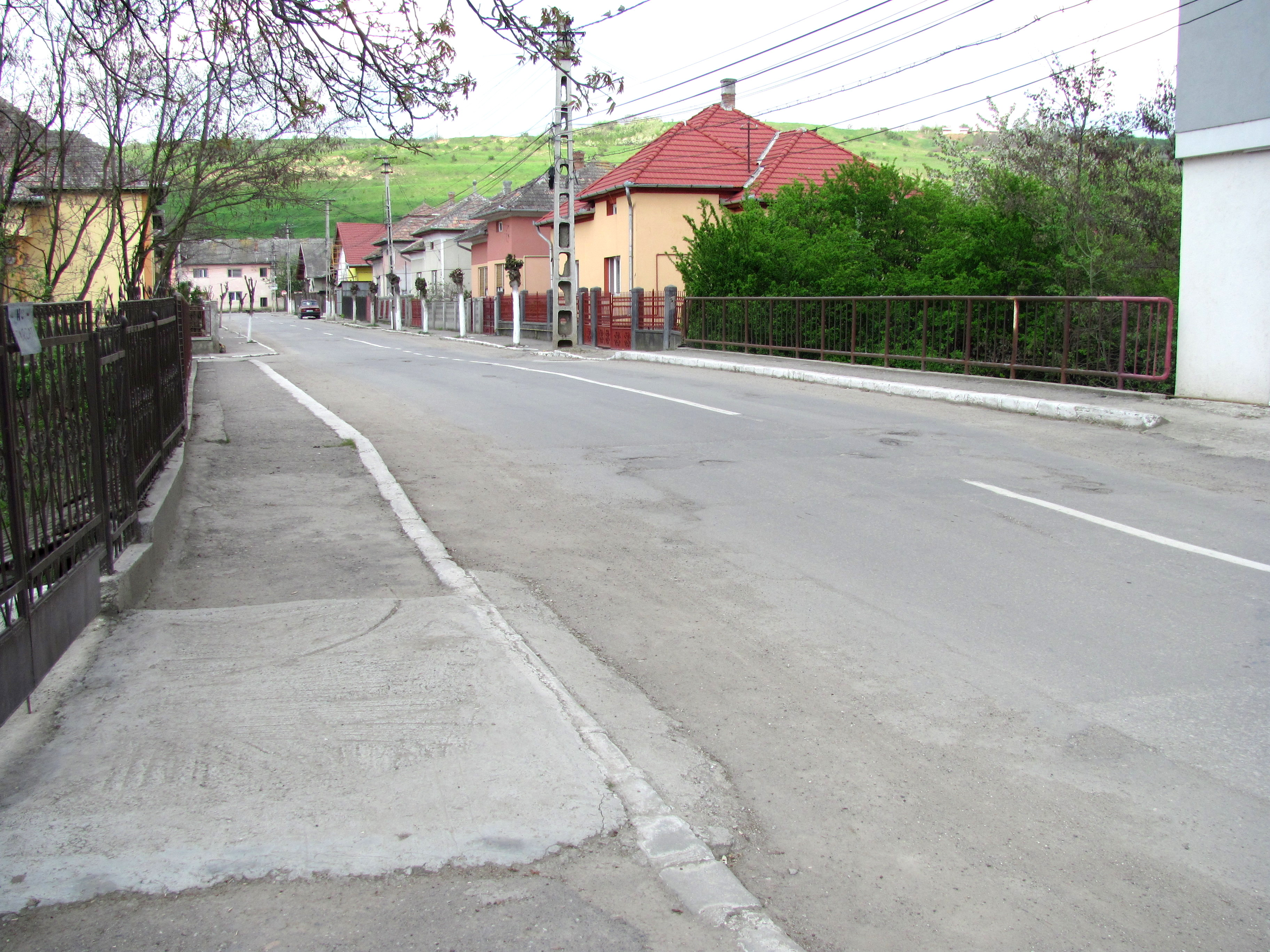
Pod peste Valea Caldă Mare (str.Tunel)
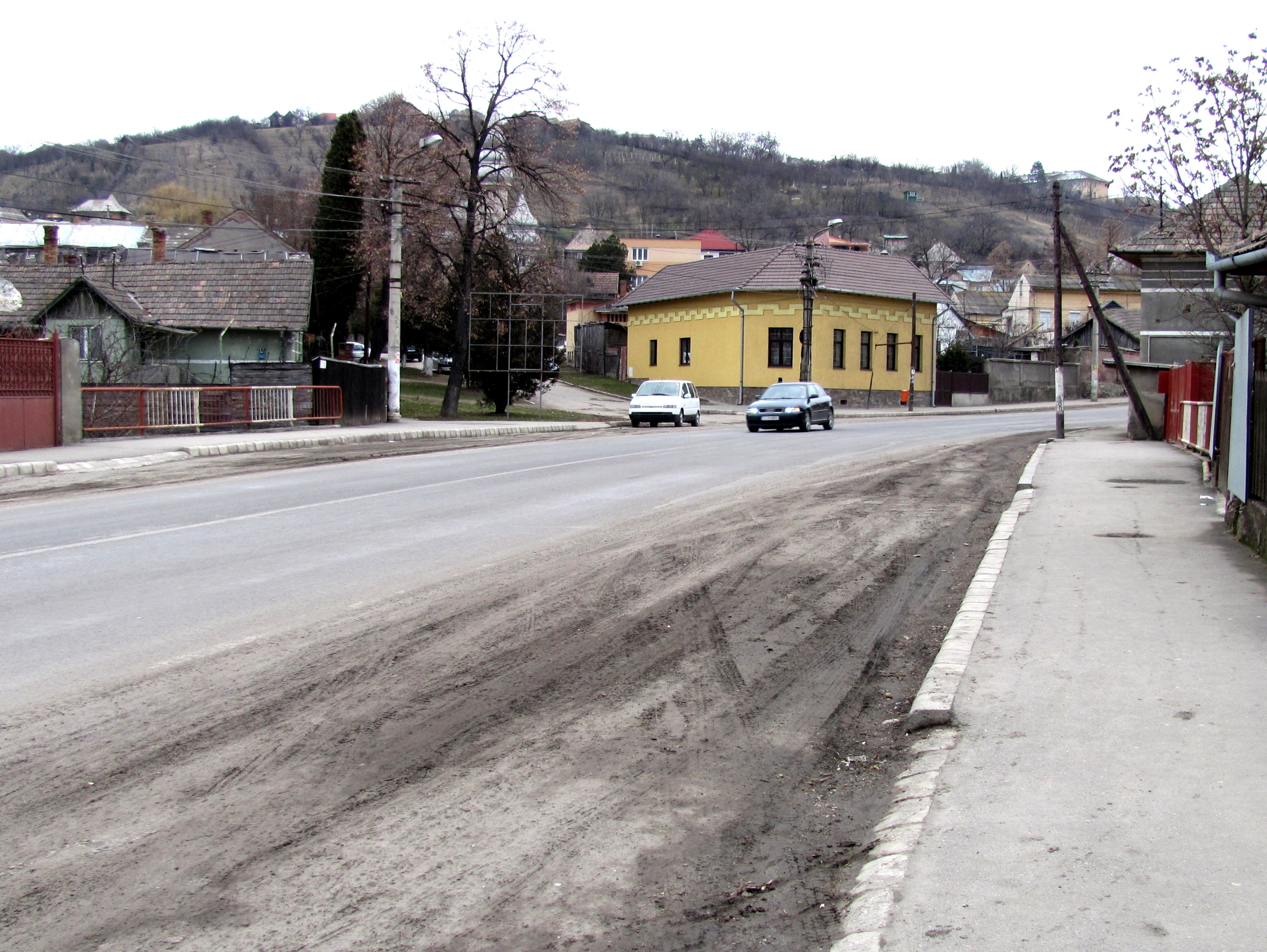
Pod peste Valea Caldă Mare (str.A.Mureșanu)
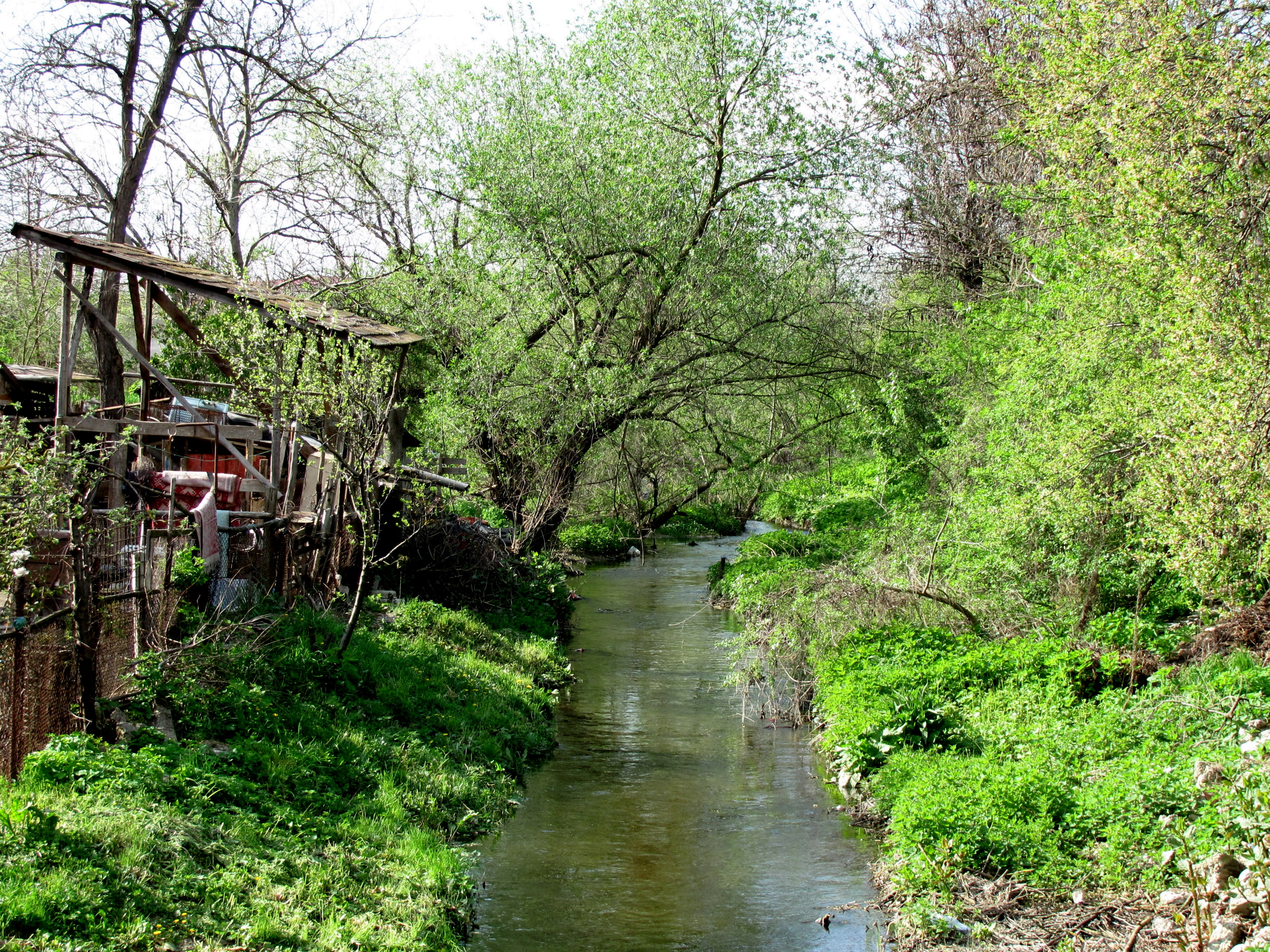
Valea Caldă Mare în zona străzii G.Marinescu
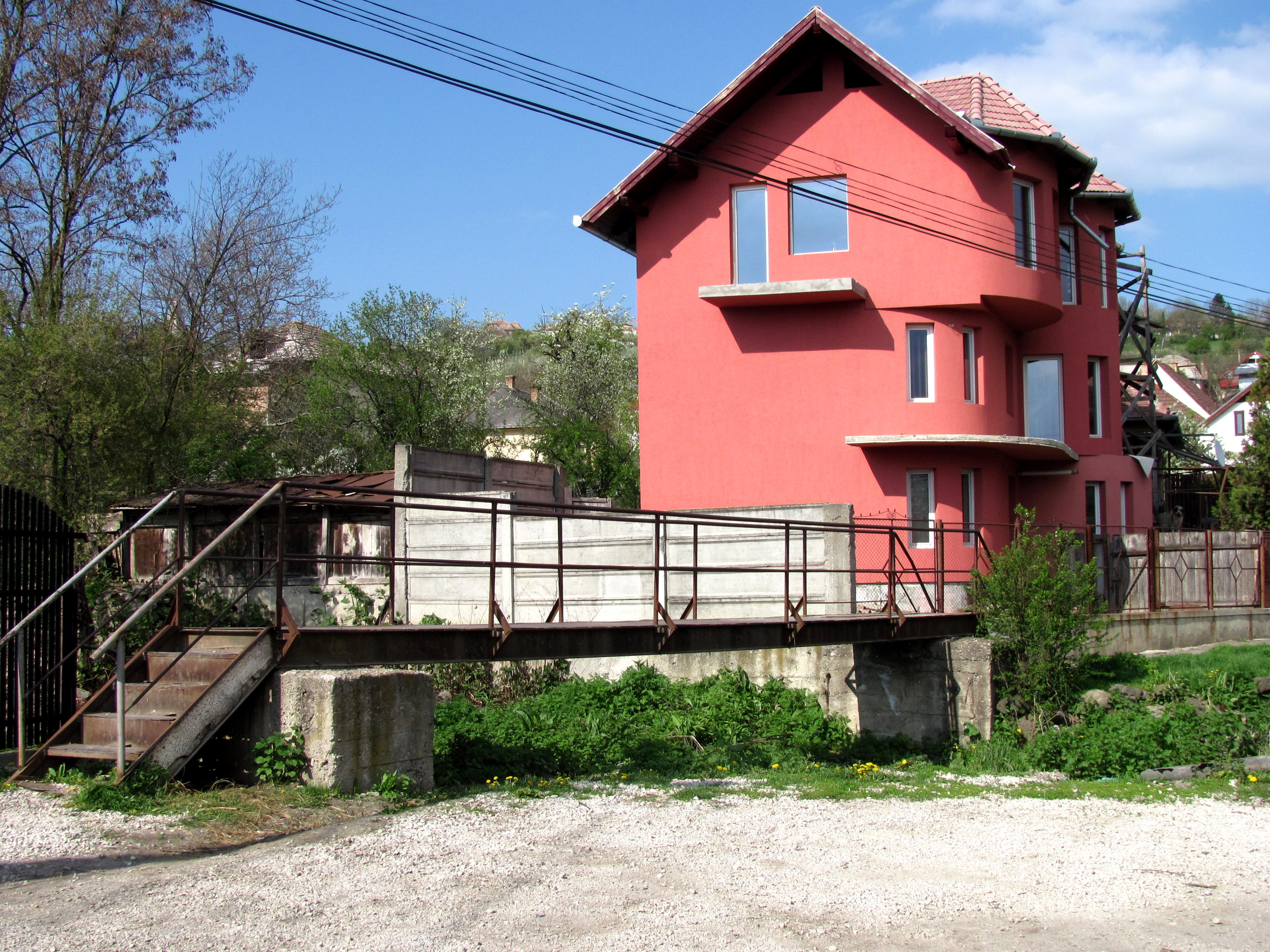
Punte peste Valea Caldă Mare (str.G.Marinescu)